# Stelios Giannakopoulos
Stylianos "Stelios" Giannakopoulos, řecky Στυλιανός Γιαννακόπουλος (* 12. červenec 1974, Atény) je bývalý řecký fotbalista. Nastupoval většinou na postu ofenzivního záložníka. V současnosti je trenérem v klubu Paniliakos FC.
S řeckou reprezentací vyhrál mistrovství Evropy roku 2004. Hrál i na Euru 2008. V národním mužstvu hrál v letech 1997–2008 a odehrál 77 zápasů, v nichž vstřelil 12 gólů.
S Olympiacosem Pireus se stal sedmkrát mistrem Řecka, a to v řadě (1997, 1998, 1999, 2000, 2001, 2002, 2003). Jednou získal řecký fotbalový pohár (1999).
V sezóně 2002–03 byl vyhlášen nejlepším hráčem řecké ligy.